# Елиас Льонрот
Елиас Льонрот (на фински: Elias Lönnrot) е финландски филолог, фолклорист и ботаник. Той събира и записва фински народни стихове, от които съставя националния епос „Калевала“.

## Биография
Елиас Льонрот е роден през 1802 година в Самати, провинция Усима. Той започва да учи медицина в Обу, но след големия пожар в града се премества в университета в Хелзинки, където се дипломира през 1832 година. След това известно време работи като лекар в Каяни по време на масов глад в областта.
Още като студент Льонрот започва да се интересува от историята на финския език и да събира народни приказки от селяните. Със същата цел, след като започва лекарската си практика, той предприема продължителни пътувания из Финландия, Лапландия и Карелия. Той издава резултатите от своите издирвания в поредица книги: „Kantele“ (1829–1831), първия вариант на „Калевала“ („Kalevala“, 1835–1836), „Кантелетар“ („Kanteletar“, 1840), „Sananlaskuja“ (1842), второто разширено издание на „Калевала“ (1849) и първият „Финско-шведски речник“ („Finsk-Svenskt lexikon“, 1866–1880). Назначен е за професор по финска литература в Хелзинкския университет.
Освен събирането на фолклорни текстове, по време на своите пътувания Льонрот прави проучвания и в областта на ботаниката и традиционната употреба на различни растения. През 1860 година издава „Flora Fennica – Suomen Kasvisto“, разширена и преиздадена през 1866 година в съавторство с Т. Салан. Книгата става известна като първият научен труд, издаден на фински.
Елиас Льонрот умира през 1884 година в родния си град Самати.

## Избрани произведения
- De Väinämöine, priscorum Fennorum numine. Дисертация. 1827
- Kantele taikka Suomen Kansan sekä Wanhoja että Nykysempiä Runoja ja Lauluja. 1829–1831 (4 тома)
- Lemminkäinen, Väinämöinen, Naimakansan virsiä. 1833
- Runokokous Väinämöisestä. 1834
- Kalewala, taikka Wanhoja Karjalan Runoja Suomen kansan muinoisista ajoista. 1835–1846 (2 тома)
- Kanteletar taikka Suomen Kansan Vanhoja Lauluja ja Virsiä. 1840–1841 (3 тома)
- Suomen Kansan Sananlaskuja. 1842
- Suomen Kansan Arvoituksia. 1845
- Kalevala. 1849
- Suomen kansan muinaisia loitsurunoja. 1880
- Turo, kuun ja auringon pelastaja. 1881